# Естлань
Естла́нь (рос. Эстлань) — село (в минулому селище) у складі Кулундинського району Алтайського краю, Росія. Входить до складу Октябрської сільської ради.

## Населення
Населення — 42 особи (2010; 55 у 2002).
Національний склад (станом на 2002 рік):
- росіяни — 67 %